# Cueva de San Antonio
La cueva de San Antonio está situada en la parroquia de Collera en el concejo asturiano de Ribadesella.
La cueva presenta restos prehistóricos de conchas y una pintura de un caballo en color negro. Fue declara Bien de Interés Cultural por decreto Ley en 1985.
- Datos: Q5794173